# Сент-Меттьюс (Кентуккі)
Сент-Меттьюс (англ. St. Matthews) — місто (англ. city) в США, в окрузі Джефферсон штату Кентуккі. Населення — 17 534 особи (2020).

## Географія
Сент-Меттьюс розташований за координатами 38°14′58″ пн. ш. 85°38′16″ зх. д. / 38.24944° пн. ш. 85.63778° зх. д. (38.249334, -85.637758).  За даними Бюро перепису населення США в 2010 році місто мало площу 11,19 км², з яких 11,15 км² — суходіл та 0,04 км² — водойми.

## Демографія
Згідно з переписом 2010 року, у місті мешкали 17 472 особи в 8725 домогосподарствах у складі 3952 родин. Густота населення становила 1561 особа/км².  Було 9423 помешкання (842/км²).
Расовий склад населення:
| - 87,6 % — білих - 6,0 % — чорних або афроамериканців - 2,6 % — азіатів - 0,2 % — корінних американців - 1,7 % — осіб інших рас |

До двох чи більше рас належало 1,9 %. Частка іспаномовних становила 4,4 % від усіх жителів.
За віковим діапазоном населення розподілялося таким чином: 18,2 % — особи молодші 18 років, 66,4 % — особи у віці 18—64 років, 15,4 % — особи у віці 65 років та старші. Медіана віку мешканця становила 35,8 року. На 100 осіб жіночої статі у місті припадало 89,1 чоловіків;  на 100 жінок у віці від 18 років та старших — 85,7 чоловіків також старших 18 років.
Середній дохід на одне домашнє господарство  становив 70 034 долари США (медіана — 52 597), а середній дохід на одну сім'ю — 85 835 доларів (медіана — 72 458). Медіана доходів становила 51 396 доларів для чоловіків та 41 433 долари для жінок. За межею бідності перебувало 10,6 % осіб, у тому числі 15,6 % дітей у віці до 18 років та 5,9 % осіб у віці 65 років та старших.
Цивільне працевлаштоване населення становило 10 633 особи. Основні галузі зайнятості: освіта, охорона здоров'я та соціальна допомога — 24,8 %, роздрібна торгівля — 11,7 %, мистецтво, розваги та відпочинок — 10,9 %, науковці, спеціалісти, менеджери — 10,7 %.